# Вајнбах
Вајнбах (њем. Weinbach) општина је у њемачкој савезној држави Хесен. Једно је од 19 општинских средишта округа Лимбург-Вајлбург. Према процјени из 2010. у општини је живјело 4.616 становника. Посједује регионалну шифру (AGS) 6533019.

## Географски и демографски подаци
Вајнбах се налази у савезној држави Хесен у округу Лимбург-Вајлбург. Општина се налази на надморској висини од 268 метара. Површина општине износи 37,6 km². У самом мјесту је, према процјени из 2010. године, живјело 4.616 становника. Просјечна густина становништва износи 123 становника/km².

## Међународна сарадња
| Мјесто | Држава | Врста сарадње | Од    |
| ------ | ------ | ------------- | ----- |
| Дебжно | Пољска | партнерство   | 1992. |
| Извор  |        |               |       |